# 元竹镇
元竹镇，是中华人民共和国江苏省泰州市泰兴市下辖的一个乡镇级行政单位。

## 行政区划
元竹镇下辖以下地区：
双赵社区、大元社区、丁庄村、兴杨村、申庄村、潘元村、成庄村、野叶村、沿泰村、镇北村、芮徐村和蒋堡村。